# Malaja Visjera

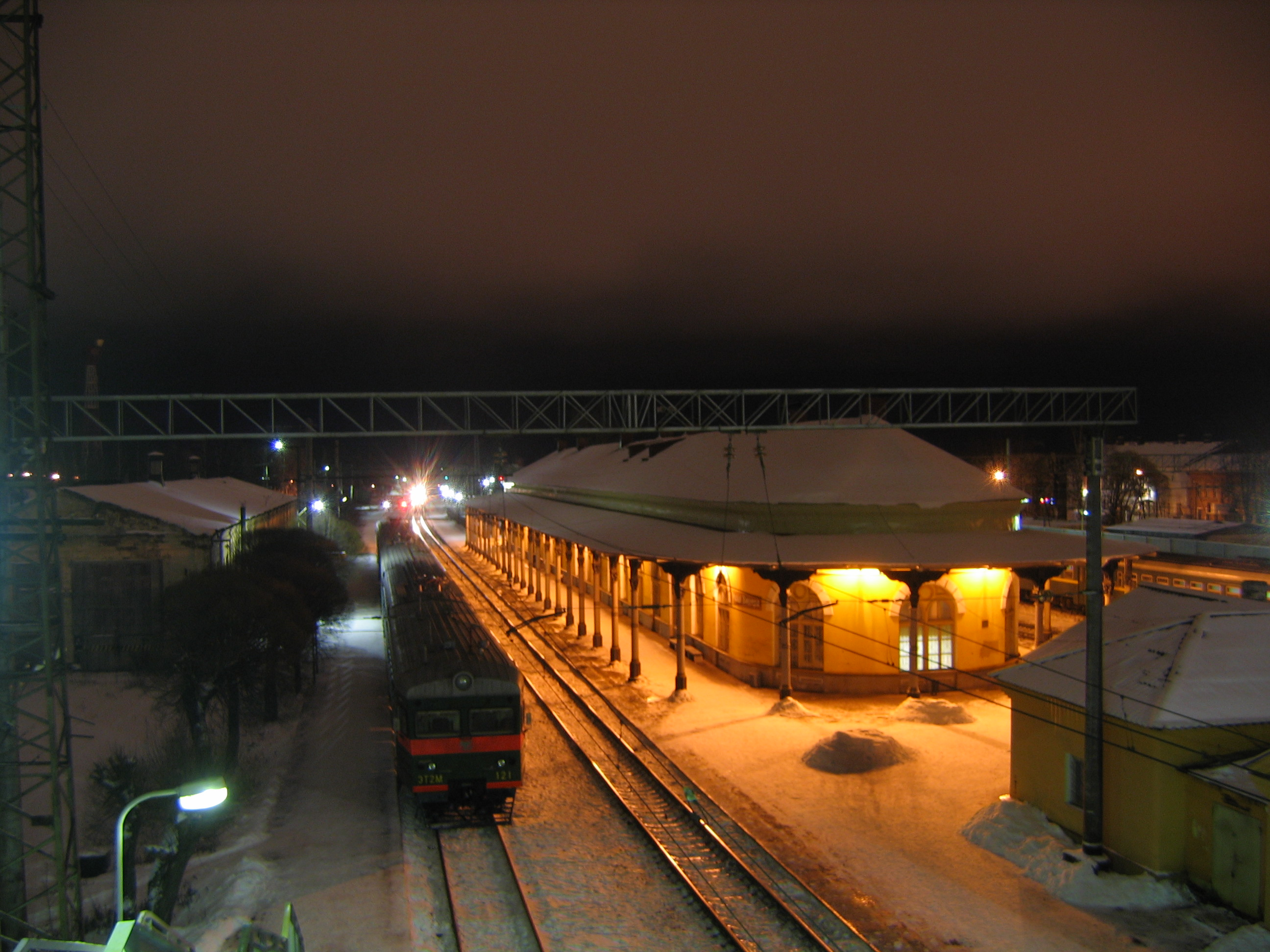
Järnsvägsstationen i Malaja Visjera.

Malaja Visjera (ryska Малая Вишера) är en stad i Novgorod oblast i Ryssland. Staden ligger cirka 65 km nordost om Novgorod och hade 11 601 invånare i början av 2015.